# Bou de Wall Street
El Bou de Wall Street (en anglès conegut com a Charging Bull), és una escultura de bronze que es troba a Broadway al nord de Bowling Green al districte financer de Manhattan a la ciutat de Nova York. Està fet de bronze, pesa 3200 kg, amida 3,4 m d'alçada i mesura 4,9 m. de llarg. Representa un bou, símbol de l'optimisme financer agressiu i la prosperitat. Charging Bull és una destinació turística popular que atrau milers de persones al dia, simbolitzant Wall Street i el districte financer.
L'escultura va ser creada per l'artista italià Arturo Di Modica arran de la caiguda de la borsa del Dilluns Negre de 1987. A última hora del vespre del dijous 14 de desembre de 1989, Di Modica va arribar a Wall Street amb Charging Bull a la part posterior d'un camió i va deixar caure l'escultura il·legalment fora de l'edifici de la Borsa de Nova York. Després de ser retirat pel departament de policia de la ciutat de Nova York més tard aquell dia, Charging Bull es va instal·lar a Bowling Green el 20 de desembre de 1989. Tot i que inicialment només tenia un permís temporal per ubicar-se a Bowling Green, Charging Bull es va convertir en una atracció turística popular. Di Modica podria haver estat influenciat per un parell d'enormes escultures metàl·liques, un toro carregant i un ós, col·locats davant de la Borsa de Frankfurt, Alemanya, l'any 1985 com a part de la celebració número 400 de la borsa.
Després de l'èxit de l'escultura original, Di Modica va crear una sèrie de variacions del toro de càrrega que s'han venut a col·leccionistes privats. Charging Bull ha estat objecte de crítiques des d'una perspectiva anticapitalista, com en les protestes d'Occupy Wall Street del 2011, i també s'ha comparat amb el vedell d'or bíblic adorat pels israelites poc després del seu èxode d'Egipte.

## Disseny

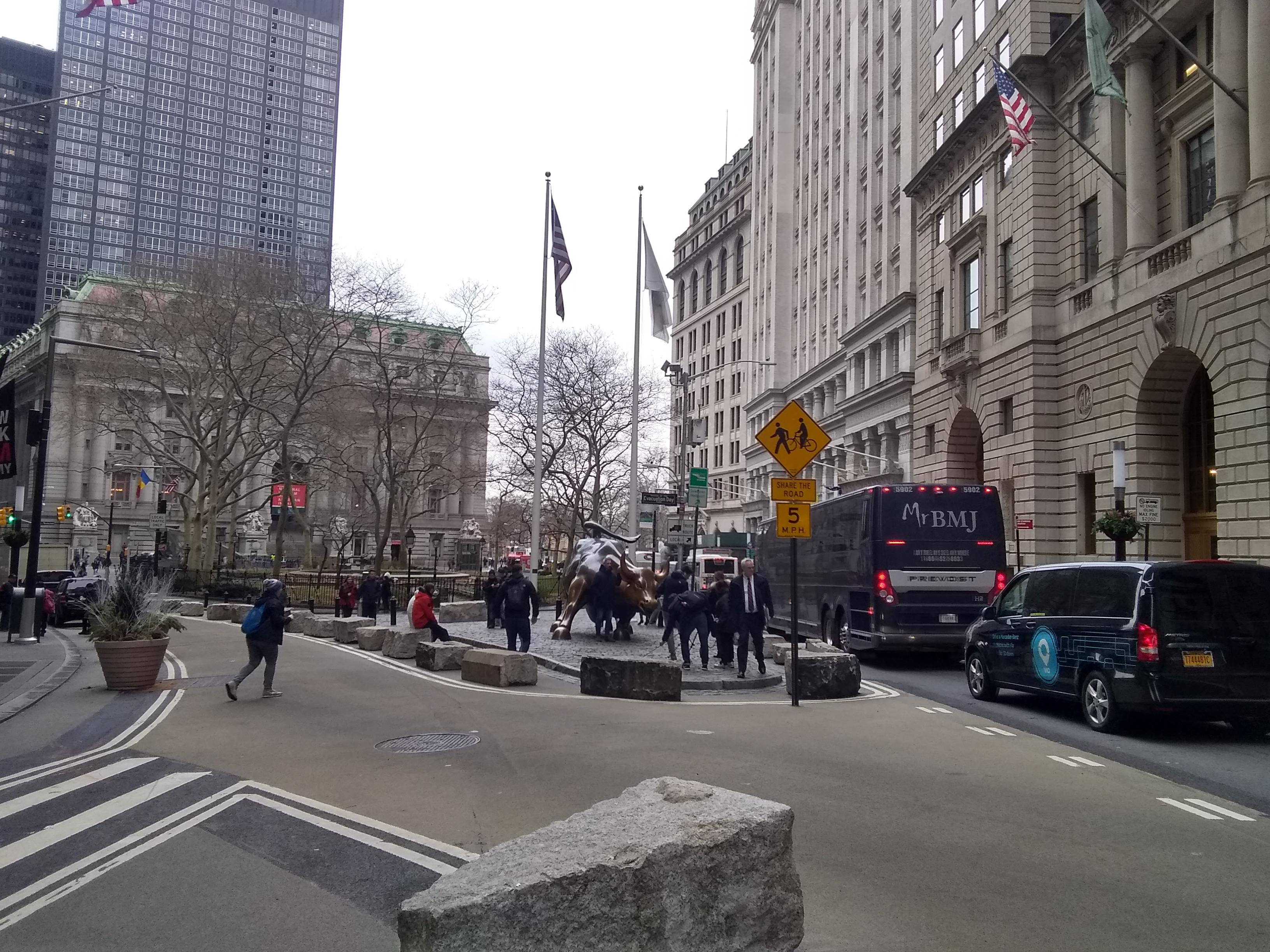
Charging Bull es troba a l'extrem nord de Bowling Green.

L'escultura de 3.200 Kg es troba en una llamborda de Broadway al nord de Bowling Green. L'escultura és adjacent a 26 Broadway a l'est i 25 Broadway a l'oest. El bou es troba recolzat enrere sobre les seves anques i amb el cap abaixat com si estigués disposat a carregar. L'escultura és alhora una destinació turística popular, que atrau milers de persones al dia, així com un símbol de Wall Street i el districte financer, sent descrita com "una de les imatges més emblemàtiques de Nova York" i un "Icona de Wall Street". Els nens també s'enfilen sovint a l'escultura.
A Outdoor Monuments of Manhattan: A Historical Guide, Dianne Durante descriu l'escultura:
El cap del bou està abaixat, els seus orificis nasals s'enflamen i les seves banyes malvadament llargues i afilades estan a punt per enfonsar-se; és una bèstia enfadada i perillosa. El cos musculós es gira cap a un costat, i la cua es corba com una pestanya: el Bou també és enèrgic i en moviment.

El color bronze i la textura dura i metàl·lica de la superfície de l'escultura emfatitzen la força bruta de la criatura. L'obra va ser dissenyada i col·locada perquè els espectadors poguessin caminar al seu voltant, cosa que també suggereix que el moviment de la criatura no té restriccions, un punt reforçat per la postura de torsió del cos del bou, segons Durante:
El bou de Wall Street, doncs, mostra una força agressiva o fins i tot bel·ligerant en moviment, però de manera imprevisible. [... ] No és gens exagerat dir que el tema és l'energia, la força i la impredictibilitat de la borsa.
Di Modica va dir al New York Daily News el 1998:
Aquell bou és un d'una edició de cinc.... Espero que els altres quatre aniran a ciutats d'arreu del món, sempre que algú els compri.

## Història

### Construcció i instal·lació

Arturo Di Modica a l'estudi 54 Crosby St on es va concebre Charging Bull

El toro va ser emès per la Bedi-Makky Art Foundry a Greenpoint, Brooklyn. Di Modica va gastar 360.000 dòlars per crear, emetre i instal·lar l'escultura després de la caiguda de la borsa de 1987. L'escultura va ser idea de Di Modica. Després d'haver arribat sense diners als Estats Units el 1970, Di Modica es va sentir en deute amb la nació per haver-lo acollit i per afavorir la seva carrera com a escultor d'èxit. Charging Bull pretenia inspirar a cada persona que va entrar en contacte amb ell per continuar lluitant pels temps difícils després de la caiguda de la borsa de 1987. Di Modica va explicar més tard a l'escriptor d'art Anthony Haden-Guest: "La meva intenció era mostrar a la gent que si vols fer alguna cosa en un moment les coses estan molt malament, pots fer-ho. Pots fer-ho tu mateix. El tema és que has de ser fort".
En un acte d'art guerriller, Bedi-Makky Art Foundry i Di Modica el van transportar fins al Baix Manhattan. A última hora de la tarda del 14 de desembre de 1989, la van instal·lar sota un 60-peu (18 m) Arbre de Nadal al mig de Broad Street davant de l'edifici de la Borsa de Nova York com a regal de Nadal als novaiorquesos. Aquell dia, centenars de espectadors es van aturar per veure-ho mentre Di Modica repartia còpies d'un fulletó sobre la seva obra d'art.
Els funcionaris de la NYSE van trucar a la policia més tard aquell dia, i la NYPD es va apoderar de l'escultura i la va col·locar en un solar. La protesta pública posterior va portar el Departament de Parcs i Recreació de la ciutat de Nova York a reinstal·lar-lo a dues illes al sud de l'Exchange, a Bowling Green, davant de Broadway al nord de Whitehall Street. Charging Bull es va tornar a dedicar a la seva nova ubicació amb una cerimònia el 21 de desembre de 1989.

### Propietat
L'escultura té tècnicament un permís temporal que li permet situar-se a la propietat de la ciutat, ja que la ciutat no és propietària de l'escultura, però el permís temporal ha durat des de 1989, quan els funcionaris de la ciutat van dir que la nova ubicació no seria permanent. L'art en préstec sol limitar-se a l'exposició d'un any i, tot i que la ciutat no compra art, sí que accepta donacions. El 1993, Di Modica volia vendre l'estàtua per recuperar els 320.000 dòlars de cost de fabricació. Tanmateix, només hi va haver una oferta important per l'estàtua: un hotel de Las Vegas que oferia 300.000 dòlars.
Un escriptor del New York Daily News va escriure l'any 1998 que la col·locació de l'estàtua "començava a semblar un àcar permanent". Segons un article a Art Monthly, Di Modica, així com els funcionaris i els novaiorquesos, "ho veuen com una característica permanent del Baix Manhattan". L'any 2004, Di Modica va anunciar que Charging Bull estava a la venda, amb la condició que el comprador no el traslladés de la seva ubicació. L'escultura es va mantenir sense vendre el 2008.
Di Modica va continuar posseint els drets d'autor artístic de l'estàtua, i va presentar diverses demandes contra les empreses que en feien rèpliques. Per exemple, Di Modica va demandar a Wal-Mart i altres empreses el 2006 per vendre rèpliques del bou i utilitzar-lo en campanyes publicitàries. Tres anys més tard, Di Modica va demandar a Random House per utilitzar una foto del toro a la portada d'un llibre que parlava del col·lapse de la firma de serveis financers Lehman Brothers.

### Evolució en atractiu turístic
Tan bon punt l'escultura es va instal·lar a Bowling Green, es va convertir en "un èxit instantani". Una de les obres d'art més fotografiades de la ciutat, s'ha convertit en una destinació turística al districte financer. "La seva popularitat està fora de dubte", va dir un article a The New York Times sobre l'obra d'art. "Els visitants posen constantment per a fotos al seu voltant". Henry J. Stern, el comissari de parcs de la ciutat quan l'estàtua va aparèixer per primera vegada al districte financer, va dir el 1993: "La gent està boja pel toro. Va capturar la seva imaginació." Adrian Benepe, un posterior comissari de parcs de la ciutat de Nova York, va dir el 2004: "S'ha convertit en una de les estàtues més visitades, més fotografiades i potser més estimades i reconegudes de la ciutat de Nova York. Jo diria que està allà dalt amb l'Estàtua de la Llibertat." Una pel·lícula de Bollywood del 2003, Kal Ho Naa Ho, va incloure Charging Bull en un número musical; un visitant va dir a un periodista que l'aparició del toro a la pel·lícula va ser un motiu de la seva visita a la ciutat de Nova York. Malgrat la crisi financera de 2007-2008, Charging Bull va continuar sent una atracció turística popular.
A més de fer-se les fotos a la part davantera del toro, molts turistes posen a la part posterior del toro, prop dels grans testicles "per fer instantànies sota un símbol inconfusible de la seva virilitat". Segons un article de 2002 a The Washington Post, "La gent del carrer diu que has de fregar el nas, les banyes i els testicles del toro per tenir bona sort, va dir el guia turístic Wayne McLeod al grup a l'autobús de Baltimore, qui ho faria. oblidar vertiginosament". Un article de 2004 a The New York Times deia: "Els vianants han fregat, deixant una brillantor brillant, el nas, les banyes i una part de la seva anatomia que, com va dir el senyor Benepe amb prudència, "separa el toro del boví". Un diari del 2007 va coincidir que un "ritual peculiar" de tocar els "orbes brillants" de l'escrot de l'estàtua sembla haver-se convertit en una tradició.
El 7 de març de 2017, es va instal·lar una escultura de bronze de Kristen Visbal, Fearless Girl, de cara a Charging Bull. Es va encarregar d'anunciar un fons d'índex que inclou empreses de gènere divers que tenen un percentatge relativament alt de dones entre la seva direcció superior i es va instal·lar en previsió del Dia Internacional de la Dona l'endemà. Representa una noia 4-peu (1.2 m) alt, afavorint l'apoderament femení. Després que Di Modica presentés queixes sobre Fearless Girl, es va retirar el novembre de 2018 i es va traslladar fora de la Borsa de Nova York. Es va col·locar una placa amb petjades al lloc original de Fearless Girl.
El novembre de 2019, els funcionaris de la ciutat van anunciar que volien traslladar Charging Bull a una plaça fora de la Borsa de Nova York per problemes de seguretat a Bowling Green. Els funcionaris van afirmar que, com que Charging Bull es troba en una mitja de trànsit amb grans multituds, era vulnerable als atacs terroristes, citant exemples com l'atac de camions del 2017 a la propera West Side Highway. El grup comunitari local Downtown Alliance va donar suport al trasllat, però Di Modica s'hi va oposar. El Departament de Transport de la ciutat de Nova York (DOT) havia presentat una sol·licitud a la Comissió de Disseny Públic de Nova York (PDC) per traslladar Charging Bull, però posteriorment va retirar la sol·licitud, que un portaveu de la ciutat va dir que es devia a la incertesa sobre la nova ubicació. Els residents del districte comunitari 1 de Manhattan, que inclou el districte financer, van expressar la seva oposició al trasllat en una reunió amb els funcionaris de la ciutat el maig del 2020. Aleshores, els plans actualitzats demanaven que Charging Bull es trobés a la cantonada de Broad Street i Wall Street, al nord de Fearless Girl. El PDC es va negar a aprovar la reubicació el juny de 2020.
El 18 d'octubre de 2021, es va col·locar una estàtua de Harambe, un goril·la, de cara a l'estàtua d'una manera similar a la de Fearless Girl i es van col·locar milers de plàtans sota els peus del toro. L'acte va ser realitzat pels organitzadors promotors de Sapien. Network, una xarxa de xarxes socials en desenvolupament.
A finals del 2021, l'artista Nelson Saiers va col·locar una sèrie d'escultures al costat del Bull per comentar la política monetària i la inflació de la Reserva Federal. El primer, "Els diners barats està fora de servei", va incloure una màquina de xicletes plena de bitllets de 10 dòlars que s'oferien per 25 cèntims amb un "Fora de servei!" rètol enganxat a la cara.

## Rèpliques
L'any 2010, es va instal·lar a Xangai una escultura similar de Charging Bull de Di Modica per encàrrec de l'autoritat de la ciutat de Xangai; informalment s'anomena Bund Bull. Dos anys més tard, Di Modica va instal·lar extraoficialment una altra escultura Charging Bull fora de la Borsa d'Amsterdam a Beursplein, Amsterdam.
El 2019, Professional Bull Riders va autoritzar Di Modica a crear una rèplica a escala de Charging Bull com a trofeu per al campió del seu esdeveniment anual Monster Energy PBR Unleash the Beast, el Monster Energy Buck Off at the Garden. Es va presentar per primera vegada durant l'esdeveniment del 2020 a João Ricardo Vieira.

### Mercat de l'art

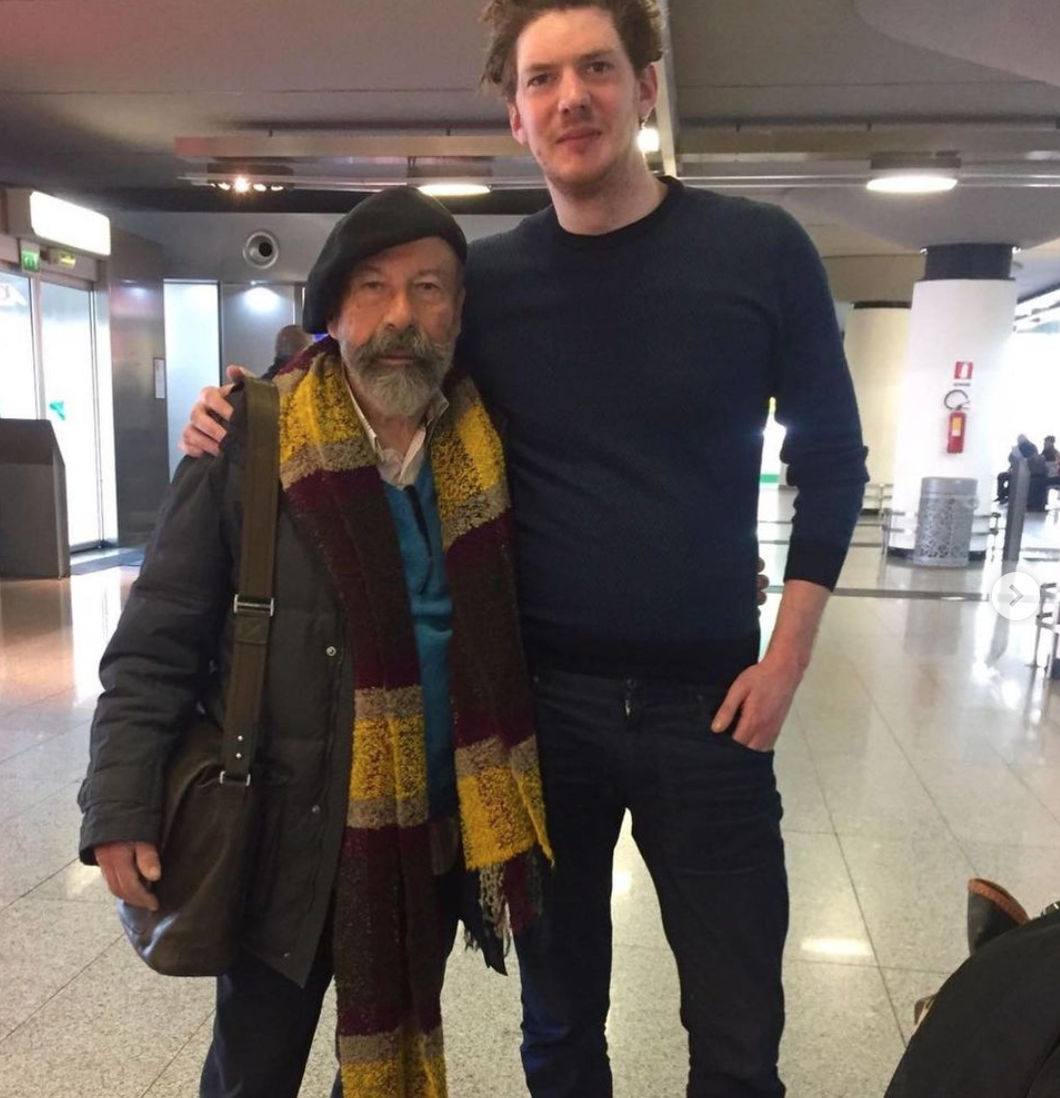
2017: Arturo Di Modica i el seu representant Jacob Harmer, Sicília

Di Modica va treballar la major part de la seva carrera en solitari, des del seu estudi de SoHo sense representació. A la dècada de 1990, l'obra d'art de Di Modica havia assolit l'estatus d'icona mundial, però va continuar treballant fora del mercat de l'art formal. L'any 2000 havia creat una llista de col·leccionistes privats rics. Va menjar a Cipriani Downtown la majoria dels dies mentre estava a Nova York, on va conèixer nous clients i va entretenir els que ja hi havia.
Di Modica va posar al mercat el Bull de càrrega original de 16 peus l'any 2004 amb un preu de venda de 5 milions de dòlars. Joe Lewis, el multimilionari britànic i expropietari de Christies, més tard va comprar l'escultura amb la condició que no la traslladés mai de Bowling Green. Lewis també va comprar la resta de l'edició de 16 peus que va instal·lar als seus diversos camps de golf. El 2012, Di Modica va conèixer el marxant d'art de Londres, Jacob Harmer, i poc després va signar el seu primer acord de representació formal amb el concessionari de Harmer, Geist, amb seu a Mount Street, Mayfair. A partir del 2013, Harmer va començar a documentar la vida de l'artista, encarregant noves escultures, recomprant obres històriques i construint un mercat global.
L'octubre de 2018, es va subhastar la primera obra important de Modica, una versió de bronze polit de 6 peus de Charging Bull a Phillips London, que va ser la primera d'una edició de vuit i va marcar "1987–89". L'escultura es va vendre per 309.000 £ (405.000 dòlars). El març de 2019, una versió d'acer inoxidable de Charging Bull va sortir a subhasta a Sotheby's de Nova York i, tot i estar en males condicions, es va vendre per 275.000 dòlars. A Arturo Di Modica: The Last Modern Master, el seu representant confirma la venda d'escultures de 4 peus per un màxim de 496.000 dòlars.

## Crítica
Charging Bull ha estat sovint objecte de crítiques des d'una perspectiva anticapitalista. Les protestes d'Occupy Wall Street van utilitzar el toro com una figura simbòlica al voltant de la qual dirigir les seves crítiques a la cobdícia corporativa. Una imatge de 2011 d'Adbusters que representava una ballarina posada en una posició d'actitud damunt de l'escultura es va utilitzar per promoure les properes protestes. La primera reunió d'Occupy va tenir lloc al voltant de l'escultura el 17 de setembre de 2011, abans de traslladar-se al parc Zuccotti. A causa de les protestes, el bou va ser envoltat de barricades i custodiat per la policia fins al 2014.
El toro carregant s'ha comparat amb el vedell d'or adorat pels israelites durant el seu èxode d'Egipte. Durant Occupy Wall Street en diverses ocasions, un grup interreligiós de líders religiosos va dirigir una processó d'una figura de vedell d'or que es va modelar a partir del toro. Una gran pinyata de paper maché feta per Sebastian Errazuriz per a un festival de disseny de Nova York el 2014 tenia la intenció de recordar tant el vedell d'or com el Charging Bull. Els comentaristes religiosos jueus i cristians han fet més comparacions amb el vedell d'or.

### Vandalisme
Com a símbol destacat de Wall Street i del capitalisme en general, Charging Bull ha estat l'objectiu freqüent del vandalisme, especialment com un acte de desobediència civil. Poc després de l'enfonsament de Lehman Brothers durant la crisi financera de 2008, l'escrot del bou es va pintar de blau. Abans d'una protesta el 12 de maig de 2011, el toro va ser etiquetat en almenys dos llocs, una vegada més inclòs l'escrot, amb la iconografia anarquista "cercle-A", fet que va provocar que el departament de policia de la ciutat de Nova York instal·lés temporalment barricades al voltant del escultura. Les barreres van tornar aquella tardor durant les protestes d'Occupy Wall Street, i es van mantenir fins al 25 de març de 2014, malgrat una resolució unànime de la junta de la comunitat local que va dir que constituïen un perill per als vianants.

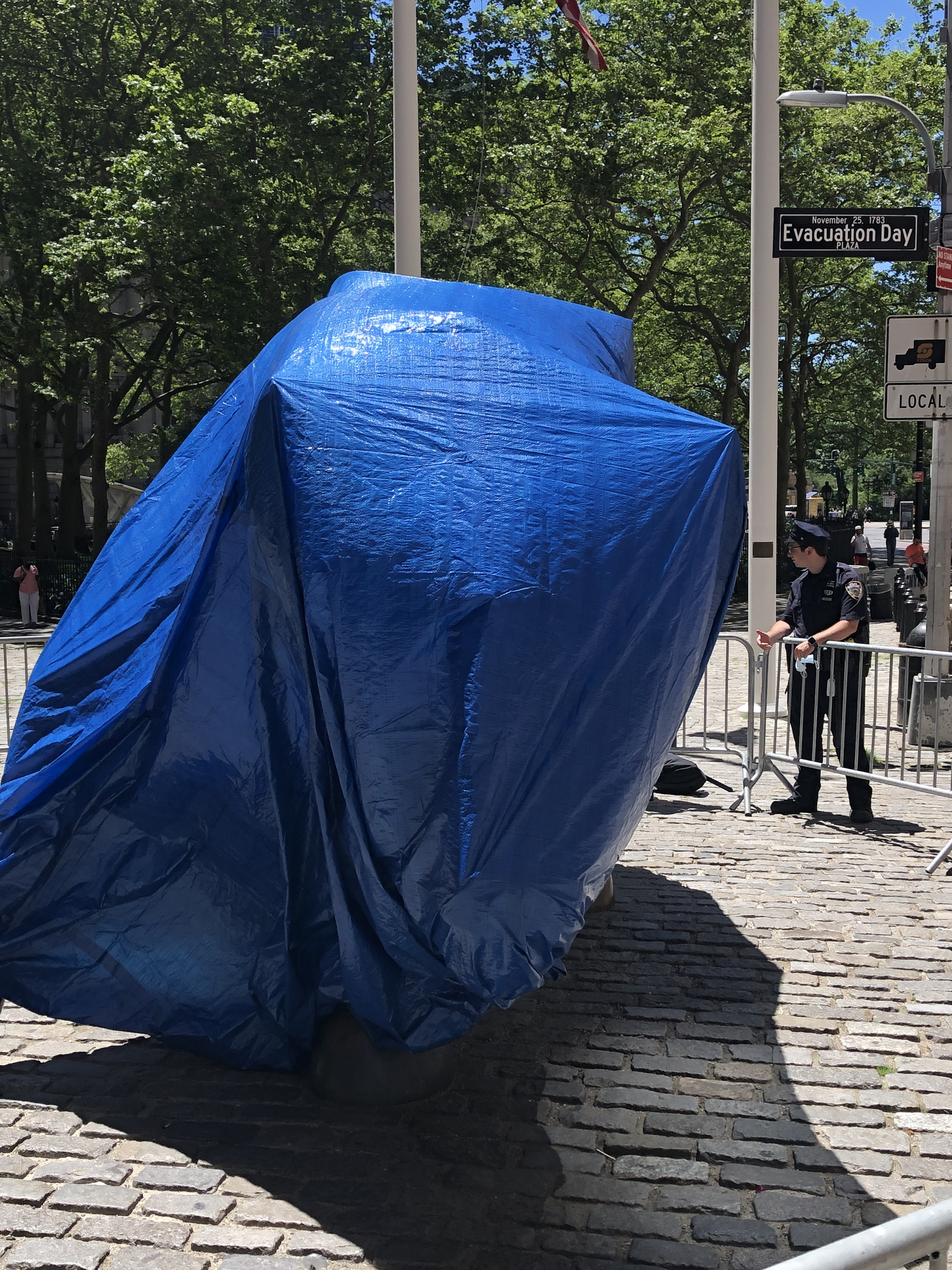
El bou de Wall Street cobert amb una lona blava i envoltat de barricades el juny de 2020 durant les protestes de George Floyd a la ciutat de Nova York

El 14 de setembre de 2017, tres mesos després que el president dels Estats Units, Donald Trump, anunciés formalment la retirada dels Estats Units de l'Acord de París sobre el canvi climàtic, un artista que intentava destacar el suport popular dels Estats Units a l'acord va empapar el cap de l'escultura amb un pigment blau.
El 2019, Charging Bull va ser vandalitzat dues vegades. El 7 de setembre, un home de Dallas va colpejar l'escultura amb un banjo, deixant una gran abolladura a la banya. Professional Bull Riders va donar diners de la seva venda d'entrades per pagar les reparacions de la trompa, i Di Modica va venir personalment al lloc el mes següent per reparar la seva creació. Aleshores, el 7 d'octubre, els activistes d'Extinction Rebellion van llançar sang falsa sobre l'escultura i van escenificar una mort a la plaça de trànsit dels voltants. El juny de 2020, Charging Bull va ser cobert amb una lona i vigilat per la policia per protegir-lo dels intents de vandalisme durant les protestes de George Floyd a la ciutat de Nova York.

## En la cultura popular
La història de l'escultura i del seu escultor es va presentar al documental italià de 2014 Il Toro di Wall Street, estrenat internacionalment com The Charging Bull. A Mr. Robot, es mostra Darlene Alderson (Carly Chaikin) castrant l'estàtua.
Charging Bull ha aparegut en diverses pel·lícules ambientades a Manhattan, com The Big Short, The Wolf of Wall Street, Hitch. L'estàtua apareix al remake d'Arthur de 2011 en què Russell Brand i Luis Guzman, respectivament, com Arthur i el seu majordom xoquen contra l'estàtua amb un Batmòbil mentre es vesteixen de Batman i Robin. A The Sorcerer's Apprentice, l'escultura cobra vida i persegueix el personatge de Nicolas Cage per Broadway. L'escultura es pot veure flotant per l'espai al final de Don't Look Up (2021) després de ser presumiblement llançada a l'òrbita per l'impacte del cometa.